# Volo Intercontinental de Aviación 256
Il volo Intercontinental de Aviación 256 (RS256/ICT256) era un volo di linea dall'Aeroporto di Bogotà-El Dorado, Bogotá, e diretto all'aeroporto internazionale Rafael Núñez, Cartagena e San Andrés. L'11 gennaio 1995, il McDonnell Douglas DC-9-14 che operava il volo si schiantò durante il suo avvicinamento all'aeroporto di Cartagena, uccidendo tutte le 51 persone a bordo tranne una bambina di nove anni, che riportò delle ferite lievi.

## Aereo ed equipaggio
L'aereo coinvolto era un McDonnell Douglas DC-9-14 (numero di serie - 45742, numero di serie di produzione - 26) che effettuò il suo primo volo il 15 febbraio 1966 ed era stato inizialmente registrato come N8901E. L'aereo era inizialmente alimentato da due motori Pratt & Whitney JT8D-7A, che sviluppavano 12.600 libbre di spinta. Venne consegnato alla Eastern Air Lines il 26 aprile dello stesso anno. Il 27 aprile 1970 fu concesso in leasing a Delta Air Lines e restituito alla Eastern il 23 aprile 1971. Il 31 maggio 1979 venne trasferito alla Texas International Airlines, che venne fusa con Continental Airlines nel 1982. Il 31 ottobre dello stesso anno, Continental Airlines soprannominò l'aereo City of Mexico City. A questo punto i motori erano stati potenziati, modificati nel modello JT8D-7B. Inoltre, la configurazione della cabina passeggeri dell'aeromobile era stata ampliata ad 83 posti (8 posti di prima classe e 75 posti in classe economica). L'aereo mantenne il codice di registrazione N8901E. Il 29 aprile 1993 venne trasferito all'Intercontinental de Aviación, ricevendo il nuovo codice HK-3839X. L'aereo aveva ormai quasi 29 anni, e aveva accumulato 65.084 ore di volo e 69.716 cicli di decollo e atterraggio al momento dell'incidente.
Il capitano del volo 256 era Andrés Patacón (39) e il primo ufficiale era Luis Ríos (36). In cabina c'erano tre assistenti di volo: Claudia Duarte, Dalia Mora e Zaida Tarazona. A bordo erano presenti 47 passeggeri, tutti colombiani.

## L'incidente
Il volo doveva partire alle 12:10, ma subì un ritardo a causa di un guasto sul volo precedente. Il volo alla fine partì alle 18:45. Il DC-9 salì al livello di volo (FL) 310 (31.000 piedi (9.400 m)) alle 19:09.
Durante l'avvicinamento a Cartagena, il centro di controllo del traffico aereo di Barranquilla autorizzò il volo 256 a scendere a FL 140 (14.000 piedi (4.300 m)) e fare rapporto al passaggio di FL 200 (20.000 piedi (6.100 m)) alle 19:26. L'aereo attraversò quota 200 alle 19:33. L'ultimo contatto radio si verificò quando il volo scese ulteriormente fino a 2.400 m (8.000 piedi).
Alle 19:38 l'equipaggio di un Cessna Caravan, che stava operando il volo Aerocorales 209, entrò in contatto con i controllori. I piloti riferirono di aver visto le luci di un aereo in rapida discesa, seguite da un'esplosione a terra. Il DC-9 colpì il suolo in una laguna paludosa vicino a María la Baja, 56 km (35 miglia; 30 nmi) dall'aeroporto di Cartagena. L'aereo esplose all'impatto e si ruppe in tre spezzoni. 51 persone persero la vita: 46 dei 47 passeggeri e tutti i 5 membri dell'equipaggio.
L'unica sopravvissuta allo schianto fu una bambina di nove anni di nome Erika Delgado. Stava volando con i suoi genitori e il fratello minore, rimasti uccisi nello schianto. Aveva riportato solo alcuni urti e lividi, e la ferita più grave era un braccio rotto. Affermò che sua madre era sopravvissuta all'impatto iniziale e che l'aveva spinta da parte in un mucchio di verdure per proteggerla dal fuoco. La bimba fu trovata da uno dei residenti locali accorsi in suo soccorso. Spiegò che sul luogo dell'incidente stavano praticando lo sciacallaggio invece di aiutare eventuali sopravvissuti, e che uno dei saccheggiatori aveva rubato una collana che le era stata data da suo padre. Il saccheggio è stato successivamente confermato ed Erika chiese che la collana le fosse restituita, senza successo.

## L'indagine
Poiché l'equipaggio del Cessna aveva riferito di un'esplosione, emersero i primi sospetti su un attacco terroristico, simile all'abbattimento del volo Avianca 203 nel 1989 con una bomba. Tuttavia gli investigatori esclusero che l'aereo fosse esploso quando colpì il suolo, poiché non trovarono traccia di residui esplosivi. La probabile causa dell'incidente è stata un'errata impostazione dell'altimetro. L'altimetro numero 1 indicava 16.200 piedi (4.900 m) all'impatto. L'altimetro numero 2 (quello del primo ufficiale) funzionava normalmente, ma non era illuminato, e quindi l'equipaggio non poteva confrontare le proprie letture. Altri fattori che contribuirono alla tragedia sono stati la mancanza di osservazione radar nell'area e la perdita di consapevolezza situazionale da parte dell'equipaggio di condotta (a causa del bel tempo che forse li rilassò eccessivamente), nonché l'insufficiente addestramento degli equipaggi della compagnia aerea in questa situazione. Inoltre, non è stato possibile determinare se il sistema di allarme di prossimità al suolo funzionasse correttamente o se l'equipaggio non sia in grado di rispondere in tempo, poiché il Cockpit Voice Recorder non era operativo al momento dell'incidente.